# 何辉 (少将)
何辉（1911年—1996年11月5日）湖南省平江县人，中国人民解放军开国少将。

## 生平
1929年加入中国工农红军，1932年加入中国共产主义青年团，1933年转入中国共产党。历任宣传员、宣传队长、湘赣军区后方医院俱乐部主任、科长、师敌工部部长、支队政委、旅政治部主任、山西军区政治部主任、天津警备区政治部主任兼塘沽水警区副政委、海军第二航空学校政治委员等职。曾先后参加中央苏区历次反“围剿”、二万五千里长征、晋西北1940年反“扫荡”和晋中战役、太原战役等战役。1955年，授予中国人民解放军少将军衔。
1996年11月5日，何辉在北京病逝，享年85岁。